# Коровин, Яков Ильич
Яков Ильич Коровин (1907—1947) —Гвардии майор Советской Армии, участник Великой Отечественной войны, Герой Советского Союза (1945).

## Биография
Родился в 1907 году в селе Юргинское Ялуторовского уезда Тобольской губернии (ныне — Юргинский район Тюменской области) в крестьянской семье.
После окончания трёх классов школы работал масленщиком на кожевенном заводе. Окончил подготовительные курсы, затем некоторое время учился в Талицком лесотехническом техникуме, но из-за нужды был вынужден оставить учёбу. Работал кочегаром на электростанции в Тюмени.
В 1931 году призван на службу в Рабоче-крестьянскую Красную Армию. В 1933 году окончил Оренбургскую военную авиационную школу пилотов. С сентября 1942 года — на фронтах Великой Отечественной войны. Принимал участие в боях на Сталинградском, Южном, 4-м Украинском, 3-м Белорусском фронтах.
К апрелю 1945 года гвардии майор Яков Коровин командовал эскадрильей 136-го гвардейского штурмового авиаполка 1-й гвардейской штурмовой авиадивизии 1-й воздушной армии 3-го Белорусского фронта. К тому времени он совершил 120 боевых вылетов на штурмовку скоплений боевой техники и живой силы, важных объектов противника, нанеся тому большие потери.
Указом Президиума Верховного Совета СССР от 29 июня 1945 года за «отвагу и мужество, проявленные при нанесении штурмовых ударов по противнику» гвардии майор Яков Коровин был удостоен высокого звания Героя Советского Союза с вручением ордена Ленина и медали «Золотая Звезда» за номером 6135.
После окончания войны Коровин продолжил службу в Советской Армии. Трагически погиб в авиакатастрофе 21 марта 1947 года, похоронен на Центральном кладбище Алма-Аты.
Был также награждён двумя орденами Красного Знамени, орденами Александра Невского, Отечественной войны 1-й степени, Красной Звезды, рядом медалей.
В честь Коровина названа улица в Юргинском.